# East West Bank
East West Bank (кит. трад.: 華美銀行; спрощ.: 华美银行; піньїнь: Huáměi Yínháng) — основна дочірня компанія East West Bancorp, Inc., є найбільшим публічним банком зі штаб-квартирою в Південній Каліфорнії, США. Був заснований у 1973 році в Лос-Анджелесі для обслуговування китайсько-американської спільноти в Південній Каліфорнії. Це провідний банк, який зосереджений виключно на ринках Сполучених Штатів і Великого Китаю, і має понад 120 представництв у США та Китаї, у тому числі на ринках Каліфорнії, Джорджії, Массачусетса, Невади, Нью-Йорка, Техасу та Вашингтона. У Китаї East West Bank має філії з повним набором послуг у Гонконзі, Шанхаї, Шаньтоу та Шеньчжені, а також представництва в Пекіні, Чунціні, Гуанчжоу та Сямень. У 2023 році East West розширив своє представництво в Азії, відкривши представництво в Сінгапурі. З 2010 року журнал Forbes визнав East West Bank одним із «Найкращих банків Америки». У 2018 році Forbes поставив East West Bank на п'яте місце у списку «100 найбільших банків Америки». У 2023 році East West Bancorp отримав перше місце в аналізі фінансових показників найбільших державних банків США, проведеному S&P Global Market Intelligence за 2022 рік на основі фінансових показників попереднього року.

## Історія
У 1973 році East West Federal Bank заснували Ф. Чоу Чан, Бетті Том Чу, Річард К. Куан, Гілберт Л. Леонг, Філіп Чоу, Джон А. Нуччіо, Крістофер Л. Почіно та Джон М. Лі. Його основна увага полягала в обслуговуванні китайсько-американської спільноти в Південній Каліфорнії.
У 1976 році Келлог Чан, син Ф. Чоу Чана, був призначений головою.
У 1991 році, під час кредитно-ощадної кризи, компанія придбала Pacific Coast Savings, що збільшило активи банку з 600 мільйонів доларів США до 1 мільярда доларів США та розширило діяльність до Сан-Франциско, штат Каліфорнія.
У 1992 році Домінік Нг був призначений головою, генеральним директором і президентом компанії, замінивши Келлога Чана, який пішов у відставку.
31 липня 1995 року East West Bank став державним комерційним банком.
У 1999 році компанія придбала First Central Bank за $13,5 млн готівкою.
У серпні 2004 року компанія придбала Trust Bank, китайсько-американський банк зі штаб-квартирою в Монтерей-Парк, Каліфорнія, з чотирма філіями та активами на суму 235 млн доларів США, за 32,9 млн доларів США.
У вересні 2005 року компанія придбала United National Bank, комерційний банк зі штаб-квартирою в Сан-Марино, Каліфорнія, з 11 філіями та дебіторською заборгованістю на суму $665 млн, за $177,9 млн.
У березні 2006 року компанія придбала Standard Bank, китайсько-американський банк зі штаб-квартирою в Монтерей-Парк, Каліфорнія, з 6 філіями та активами на суму $923 млн, за $200 млн.
У серпні 2007 року компанія придбала Desert Community Bank, громадський банк, що працював у регіоні Віктор-Веллі в Каліфорнії. Відділення Desert Community Bank залишилися під своїм брендом і не були перейменовані на East West Bank. У листопаді 2017 року East West Bank погодився продати Desert Community Bank Flagstar Bank; угода була завершена в березні 2018 року.
У 2009 році компанія придбала активи Об'єднаного комерційного банку (UCB), що базується в Сан-Франциско, за сприяння Федеральної корпорації страхування депозитів. Це розширило мережу East West Bank на 63 відділення, в тому числі 17 у Південній Каліфорнії та відділення в китайських громадах Х'юстона, Бостона та Атланти, а також відділення в Гонконгу та Китаї.
У січні 2010 року Ірен Х. О була призначена на посаду віцепрезидента і фінансового директора, замінивши Томаса Дж.
У 2010 році компанія придбала активи, включаючи чотири філії, Washington First International Bank у Сіетлі, штат Вашингтон, за сприяння Федеральної корпорації страхування вкладів.
У 2014 році компанія придбала MetroCorp Bancshares, який працював як MetroBank, за 268 мільйонів доларів готівкою та акціями.

## Спонсорство
Прессекретарем банку була фігуристка Мішель Кван.
East West Bank придбав права на назву East West Ice Palace, льодової арени в Артесії, Каліфорнія.